# Alicia Witt
Alicia Roanne Witt (ur. 21 sierpnia 1975 w Worcester) – amerykańska aktorka, piosenkarka, autorka tekstów i pianistka. Laureatka nagrody jury podczas Sundance Film Festival za rolę w filmie Zabawa (1994).

## Życiorys
Urodziła się w Worcester w stanie Massachusetts jako córka Diane (z domu Pietro), nauczycielki edukacji wczesnoszkolnej, i Roberta Witta, nauczyciela przedmiotów ścisłych i fotografa. Jej ojciec ma w jednej czwartej polskie i pół irlandzkie pochodzenie, a także ma francusko-kanadyjskie i angielskie korzenie, a jej matka ma pochodzenie włoskie, francusko-kanadyjskie i irlandzkie. Jej rodzinne nazwisko brzmiało pierwotnie Witcoski. Wychowywała się z bratem Ianem Robem. Edukowała się w domu. Dyplom ukończenia szkoły średniej uzyskała w wieku lat czternastu.
Swoją karierę zaczęła w wieku dwóch lat. Od dziecka uczyła się gry na pianinie (o czym można się przekonać podczas projekcji filmu Jak Mona Lisa). Rozwój swojej kariery zawdzięcza głównie reżyserowi Davidowi Lynchowi, który obsadził ją w filmie Diuna (1984) w roli jasnowidzącej Alii Atrydy. Pracowała z gwiazdami takiego formatu jak Peter i Bridget Fonda, Quentin Tarantino, Richard Dreyfuss, James Gandolfini, John Waters, Tom Cruise oraz Hugh Grant i Sandra Bullock. Zagrała m.in. w dramacie psychologicznym Vanilla Sky (2001), dreszczowcu 88 minut (2008), muzycznym dramacie Symfonia życia (1995) oraz horrorze Ulice strachu (1998). Za występ w tym ostatnim filmie w 1999 nominowano ją do nagrody Saturna.
Mieszka w Los Angeles i Nowym Jorku.

## Filmografia
- 1984: Diuna (Dune) – Alia Atryda
- 1994: Zabawa (Fun) – Bonnie
- 1995: Cztery pokoje (Four Rooms) – Kiva
- 1995: Symfonia życia (Mr. Holland's Opus) – Gertrude Lang
- 1996: Złe i gorsze (Citizen Ruth) – Cheryl
- 1997: Bongwater – Serena
- 1998: Ulice strachu (Urban Legend) – Natalie Simon
- 2000: Jak Mona Lisa (Playing Mona Lisa) – Claire Goldstein
- 2000: Cecil B. Demented – Cherish
- 2001: Vanilla Sky – Abby
- 2002: Dwa tygodnie na miłość (Two Weeks Notice) – June Carver
- 2004: Pierścień Nibelungów (Dark Kingdom: The Dragon King) – Kriemhild
- 2005: Ostre słówka (The Upside of Anger) – Hadley Wolfmeyer
- 2006: Ostatnie wakacje (Last Holiday) – pani Burns
- 2007: Błękitny dym (Blue Smoke; serial TV) – Catarina Hale
- 2007: Prawo i porządek: Zbrodniczy zamiar (Law & Order: Criminal Intent; serial TV) – detektyw Nola Falacci
- 2008: 88 minut (88 Minutes) – Kim Cummings
- 2009–2012: Mentalista (The Mentalist; serial TV) – Rosalind Harker
- 2014: Justified: Bez przebaczenia (Justified; serial TV) – Wendy Crowe
- 2016: Żywe trupy (The Walking Dead; serial TV) – Paula
- 2019: Orange Is the New Black (serial TV) – Zelda
- 2020: O wszystko zadbam (I Care a Lot) – Karen Amos